# Town Row
Town Row – osada w Anglii, w hrabstwie East Sussex. Leży 25,2 km od miasta Lewes i 56,3 km od Londynu. W 2015 miejscowość liczyła 644 mieszkańców.